# Ole Edvart Rølvaag
 (mars 2019).
Si vous disposez d'ouvrages ou d'articles de référence ou si vous connaissez des sites web de qualité traitant du thème abordé ici, merci de compléter l'article en donnant les références utiles à sa vérifiabilité et en les liant à la section « Notes et références ».
Ole Edvart Rølvaag (Rølvåg en norvégien moderne, Rolvaag en anglais) est un romancier et professeur américain connu pour ses écrits concernant son expérience d'immigré norvégo-américain dans le Dakota du Sud. Il est né le 22 avril 1876 à Dønna, dans le comté de Nordland, et est mort le 5 novembre 1931. Son ouvrage le plus connu est Giants in the Earth.